# Luis Pérez Castillo
Luis Alejandro Pérez Castillo (Limón, 8 de enero de 1991)  es un futbolista costarricense que juega como Defensa y esta sin equipo.

## Clubes
| Club                    | País       | Año         |
| ----------------------- | ---------- | ----------- |
| Uruguay de Coronado     | Costa Rica | 2012 - 2014 |
| Limón Fútbol Club       | Costa Rica | 2014 - 2018 |
| Club Sport Cartaginés   | Costa Rica | 2018 - 2019 |
| Limón Fútbol Club       | Costa Rica | 2020 - 2021 |
| Municipal Pérez Zeledón | Costa Rica | 2021        |
| Santos de Guápiles      | Costa Rica | 2022        |
| Limón Black Star        | Costa Rica | 2023        |